# Pita caranegra
La pita caranegra (Pitta anerythra	) és una espècie d'ocell de la família dels pítids (Pittidae) que habita els boscos de les illes Salomó.